# Асклепиад из Флиунта
Асклепиад из Флиунта (др.-греч. Ἀσκληπιάδης; ок. 350 г. до н. э. — ок. 270 г. до н. э.) — древнегреческий философ, известный представитель Эретрийской школы.
Он был другом Менедема из Эретрии, они жили в Мегаре и учились у Стильпона, затем в Элиде у Федона. Асклепиад был старшим, и говорили, что он поэт, а Менедем — актёр. Впоследствии они поселились в Эретрии и перенесли туда школу Федона. В Эретрии породнились (Асклепиад женился на матери, а Менедем на дочери), и жили в одном доме. Асклепиад умер прежде Менедема в преклонном возрасте.